# Tucanes de Costa Rica

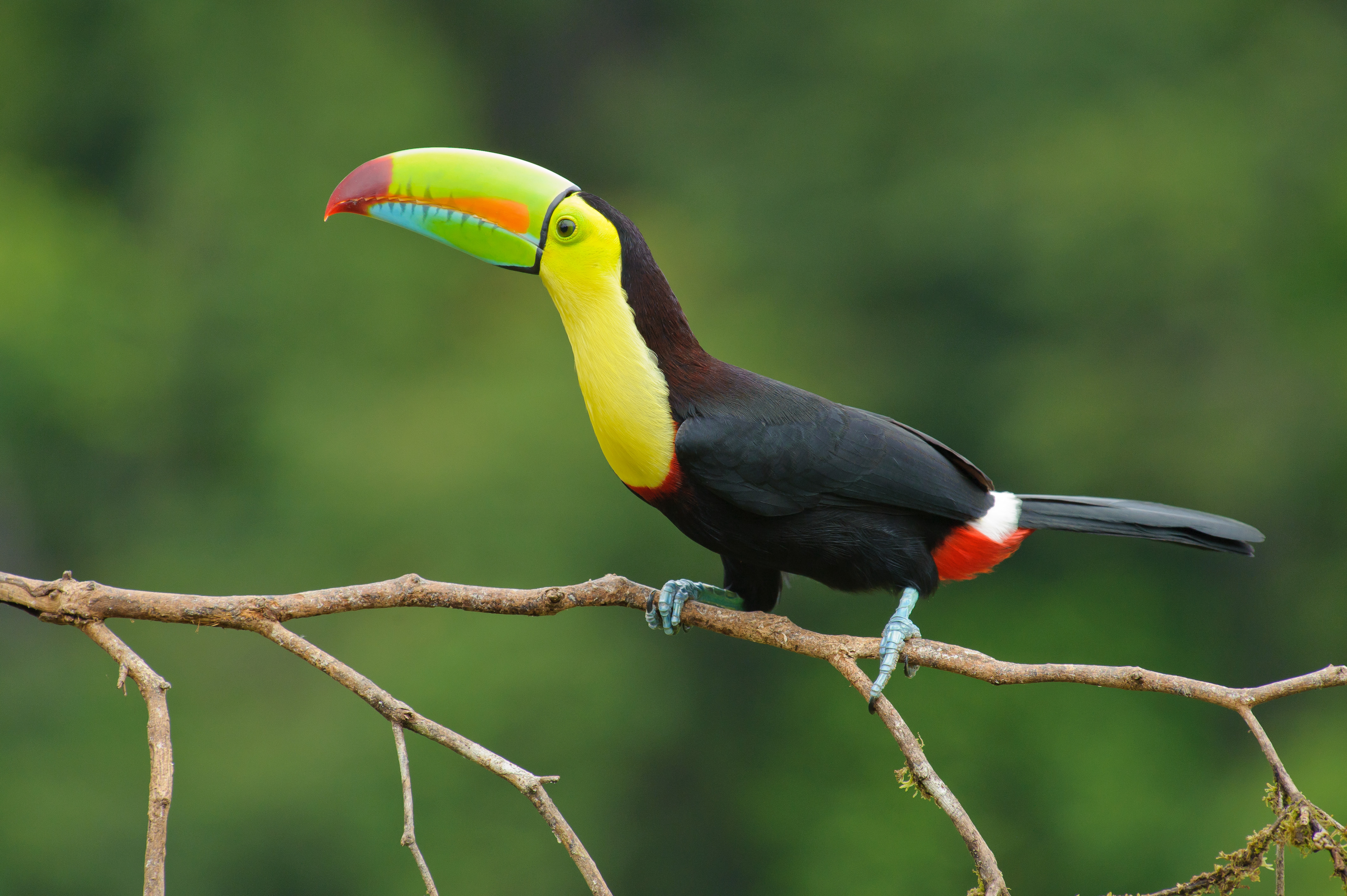
Tucán pico arcoíris (Ramphastos sulfuratus), también llamado Rey Curré, es el tucán más colorido del país.

En Costa Rica existen 6 especies de tucanes de la familia Ramphastidae, perteneciente al orden de los Piciformes.

## Aulacorhynchus prasinus
El tucán esmeralda (Aulacorhynchus prasinus), llamado también tucancillo verde o curré verde, es el tucán más pequeño del país. Mide 29 cm y pesa 180 g. De los tucanes del país, es el que tiene el pico más corto. Su plumaje es de tonalidades verdes, desde el verde oliva en la parte superior hasta el verde pasto del vientre, con timoreras azuladas en la parte distal. Tiene color azul oscuro en el área loreal, la región bajo el ojo y la garganta, con el resto de la región inferior de color amarillo pálido. La mandíbula es de color negro, así como la base del culmen y la franja gruesa ubicada en la base del tomio. Alrededor de las narinas tiene un parche rojo grande, con una línea amarilla delgada en la maxila y otra blanca en la mandíbula, alrededor de la base del pico. Las patas son de color verde oliva. 
Habita en forma abundante en las regiones intermedias del país, desde los 800 m en la vertiente del Caribe, y desde los 1000 m en el Pacífico, hasta los 2450 m s. n. m. Realizan migraciones altitudinales. Se alimentan de frutos, insectos y pequeñas lagartijas, pichones y huevos. Para la reproducción, realizan un cortejo donde el macho entrega frutos a la hembra. Anidan en huecos de los troncos de los árboles. Su reproducción en el país se da de marzo a julio y ponen entre 3 y 4 huevos.

## Pteroglossus frantzii
El aracari piquianaranjado (Pteroglossus frantzii), llamado coloquialmente en Costa Rica «cusingo», es un ave residente del sur de la vertiente del océano Pacífico. Puede ascender hasta los 1500 m s. n. m. Es parecido al Pteroglossus torquatus, del que difiere por las características de su pico. Mide 43 cm y pesa 250 g. Tiene el lomo y la cabeza negruzcos, con una línea color castaño profundo que separa el negro de la cabeza del verde oscuro de la espalda. El vientre es de color amarillento con una mancha negra grande que se extiende hacia los lados. Posee una faja roja alrededor del abdomen, con un borde anterior negro más o menos interrumpido. El pico es más grande que el de P.torquatus, con la maxila de color naranja profundo a bermellón, con un tinte verde amarillento en la base. El culmen y la mandíbula son negros, con una línea blanca en la base del pico. 
Anidan en troncos huecos excavados por pájaros carpinteros, a una altitud de 6 a 30 m. Se reproducen de enero a abril y colocan 2 huevos. Se alimentan de frutos, insectos y pichones de aves, y pueden bajar al suelo para alimentarse de bayas. Viven en bandadas de hasta 10 individuos, pero generalmente hasta 5 de ellos duermen en el mismo tronco hueco, mientras los otros 5 duermen en otro cercano.

## Pteroglossus torquatus
El tucancillo collarejo (Pteroglossus torquatus) es similar al Pteroglossus frantzii pero más pequeño, más común en las partes bajas del Caribe y más rara en la vertiente del Pacífico. Habita en el dosel del bosque, bordes de los bosques, bosques secundarios viejos, plantaciones de cacao y bosques de galería (bosques riparios), asciende hasta los 1200 m s. n. m. Del lado del Pacífico es más común en la península de Nicoya y la cordillera de Guanacaste, y raramente se la ha avistado en el Valle Central. Forman grupos de 6 a 15 individuos. Se reproducen de enero a mayo y ponen 3 huevos. Se alimentan de frutos carnosos y arilados, insectos, lagartijas pequeñas, huevos y polluelos de aves pequeñas.
Es un ave pequeña de cabeza, cuello y pecho negros. Tiene un collar nucal angosto y rojizo que lo distingue de P.frantzii. Las alas y el dorso son verde oliva oscuro. El vientre es amarillo brillante, con una mancha negra redonda y pequeña. Tiene una faja ancha y negra mezclada con rojo en el abdomen. La maxila es amarillenta clara opaca, marrón cerca de la base. La mandíbula es negra, con una línea blanca y angosta cerca de la base del pico. Patas verde oliva brillante.

## Ramphastos sulfuratus
El tucán pico iris (Ramphastos sulfuratus), también llamado curré negro, es el segundo tucán más grande del país. El macho mide 47 cm y peso 500 g, mientras que la hembra mide 44 cm y pesa 380 g. Su cuerpo es negro con el pecho amarillo, y se distingue por su gran pico muy colorido. Este pico es entre color verde pálido y amarillento, con la punta marrón anaranjado en la maxila. El lado y el gonio de la mandíbula son verdosos, y a lo largo de los tomios presenta barras color fucsia. Tiene una línea negra en la base del pico. Presenta plumaje color marrón en el cuello y parte superior de la espalda, y oliva en la parte baja de la espalda y el abdomen. Las coberteras supracaudales son blancas y la parte posterior es roja. También es amarilla la parte inferior de la cara y los lados y el frente del cuello. El color del iris es verde oliva, con un tono verdoso alrededor de la órbita. Las patas son color azul brillante.
Es muy común encontrar ejemplares en las regiones boscosas de las llanuras del Caribe, ascendiendo hasta los 1200 m s. n. m. Es poco común en la vertiente norte del Pacífico y el Valle Central, haciéndose más común en las laderas bajas de la cordillera de Guanacaste, las colinas de la península de Nicoya y las colinas al sur y oeste del Valle Central. Ocasionalmente se le puede observar hacia el sur de Parrita y Quepos. Viven en el dosel y bordes del bosque, bosques secundarios viejos, cacaotales y ocasionalmente se posan en árboles solitarios en medio de potreros. Conviven en grupos de 6 o más individuos, formando bandadas dispersas que realizan migraciones locales para alimentarse de forraje, semillas grandes, semillas ariladas, bayas, frutos y semillas pequeñas, insectos, lagartijas y culebras pequeñas. Anidan en huecos profundos de árboles a alturas entre 2 y 27 m. Se reproducen de enero a mayo y ponen entre 3 y 4 huevos.

## Ramphastos ambiguus

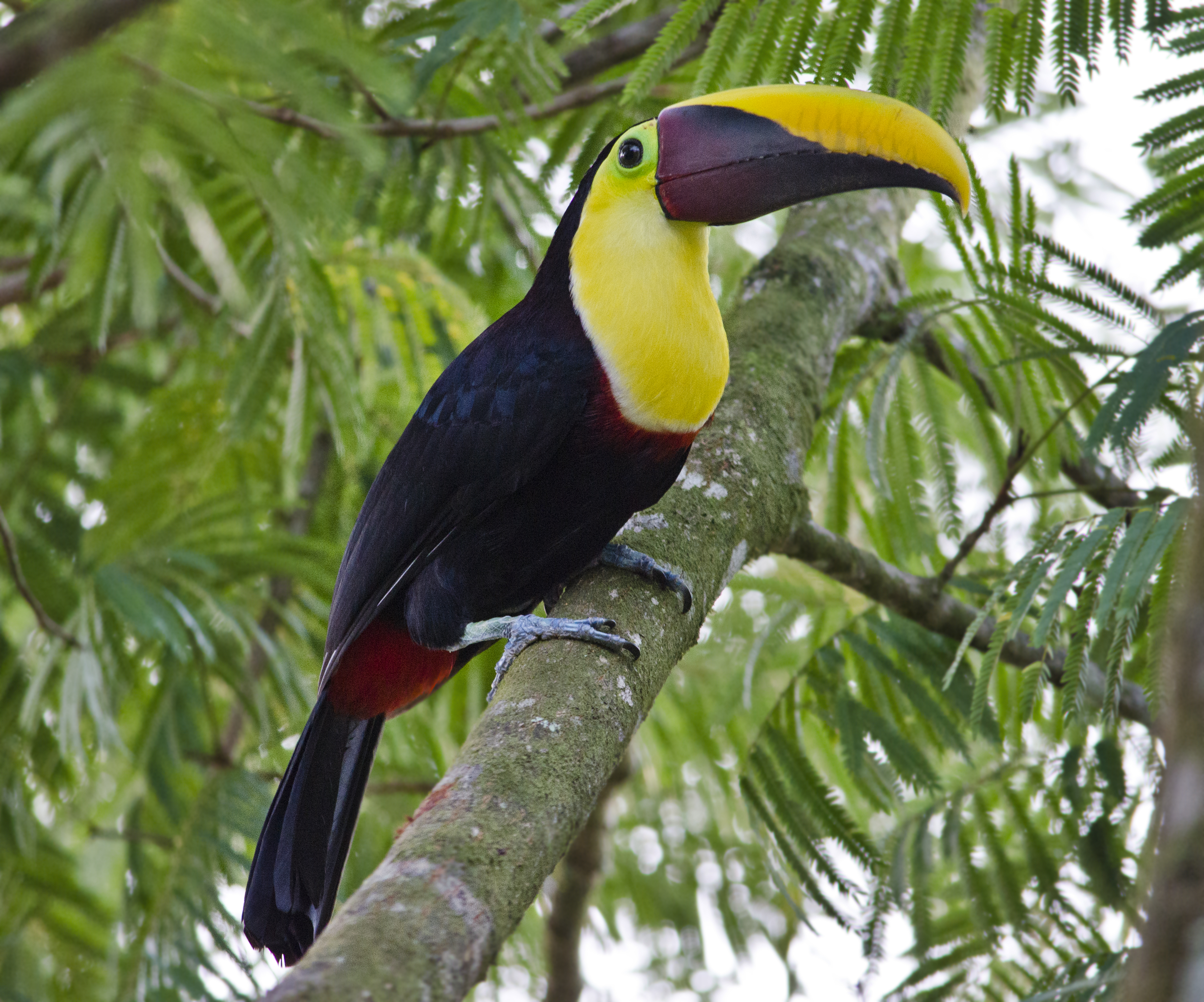
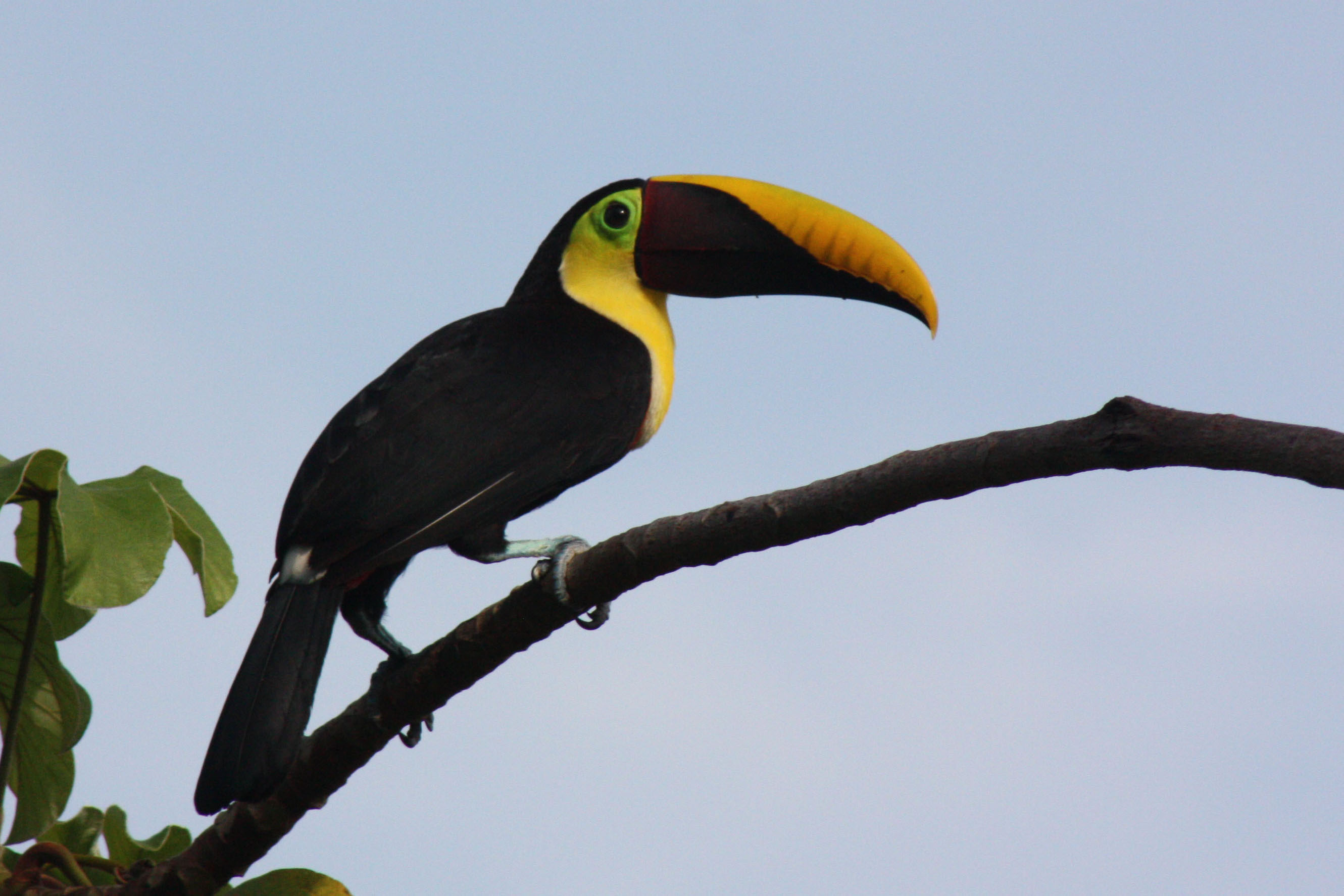

Tucán pico negro, Quioro, Dios te dé, Gran Curré Negro es el tucán más grande del país, pico bicolor: amarillo brillante y marrón. Mayor parte del plumaje de color negro con tintes de marrón en la coronilla, parte posterior del cuello y espalda. Cara, garganta y pecho amarillo brillante, seguido por línea roja a nivel de pecho. Plumas cobertoras de la cola blancas. Patas azul brillantes.
Anidan en cavidades naturales o aquellas hechas por carpinteros.La dieta se basa principalmente en frutas, sin embargo come también lagartijas, pichones de aves.
Se distribuyen en el Pacífico Central y Sur, Zona Norte, Valle Central, Caribe Norte y Sur.￼

## Selenidera spectabilis
El tucancillo orejiamarillo (Selenidera spectabilis) es el único tucán de Costa Rica que presenta dimorfismo sexual. Tiene el pecho y el abdomen color negro uniforme. Mide 36 cm y pesa 220 g. Los machos tienen la cabeza y la parte inferior de color negro, con dos penachos auriculares largos amarillos. En los flancos tiene mechones grandes color amarillo-naranja. La región infracaudal es de color rojo, los muslos color castaño y la región superior color verde oliva. La cola es color pizarra azulada. Tiene el iris color rojo profundo. La cara tiene color verde-amarillento encendido, la cual se vuelve color turquesa en la parte superior de la órbita y de color anaranjado-amarillento en la región malar. La maxila es color verde olivo pálido, con una línea gruesa en los tomios. La mandíbula es de color cuerno fusco, negruzco hacia la punta. El pico es bermellón por dentro. Las patas tienen color gris azulado. La hembra tiene la parte posterior del cuello de color castaño profundo, y no cuenta con penachos auriculares.
Habitan en el dosel de los bosques muy húmedos de alta talla. También desciende en áreas adyacentes de bosque secundario y en zonas parcialmente despejadas bien sombreadas. Reside principalmente en las laderas de la vertiente del Caribe, extendiéndose hasta la vertiente del Pacífico. También se le observa en la cordillera de Guanacaste. Se reproduce entre los 300 y 1200 m de altura, entre febrero y mayo, en nidos construidos en huecos viejos de pájaros carpinteros en troncos muertos, entre los 6 y 20 metros de altura. Se enparejan o viven en grupos pequeños de 2 a 4 individuos, alimentándose de frutos carnosos y arilados, insectos grandes, lagartijas pequeñas y pichones de otras aves.